# Meereskrokodil

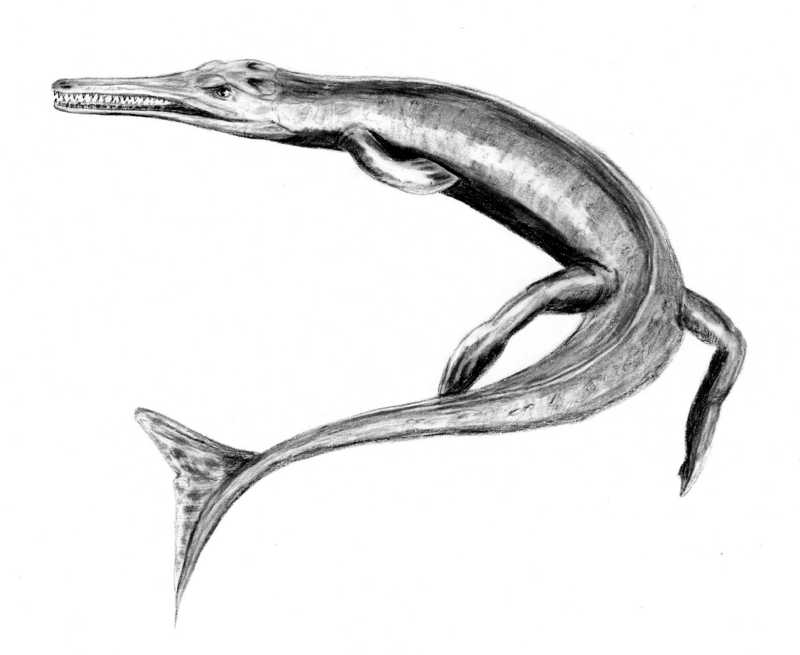
Das ausgestorbene Meereskrokodil Geosaurus

Als Meereskrokodile werden Krokodile bezeichnet, die sich auf ein Leben im Meer eingestellt und an dieses entsprechend angepasst haben. Dabei handelt es sich in der Regel um eine Bezeichnung für fossile Krokodiltaxa. Dies trifft für die zu den Mesoeucrocodylia gehörenden Vertreter der Teleosauridae (unter anderem Machimosaurus) und die Metriorhynchidae (unter anderem Dakosaurus andiniensis) zu, die als Thalattosuchia zusammengefasst werden. Auch die Dyrosauridae lebten im Meer. Eine nähere verwandtschaftliche Beziehung besteht zwischen diesen Gruppen nicht, es handelt sich also um konvergente Entwicklungen.
Aufgrund seiner Lebensweise im Salz- und Brackwasser wird gelegentlich auch das heute noch lebende Leistenkrokodil (Crocodylus porosus) als Meereskrokodil bezeichnet.